# 阿达马三圆定理
在复分析中，阿达马三圆定理是一个关于全纯函数性质的结论。
设 {\displaystyle f(z)} 是环域 {\displaystyle r_{1}\leq \left|z\right|\leq r_{3}} 上的全纯函数， {\displaystyle M(r)} 是 {\displaystyle |f(z)|} 在圆周 {\displaystyle |z|=r} 上的最大值。那么， {\displaystyle \log M(r)} 是一个对数 {\displaystyle \log(r)} 的凸函数。进一步，如果不存在常数 {\displaystyle \lambda } 和{\displaystyle c}，使得 {\displaystyle f(z)} 是 {\displaystyle cz^{\lambda }} 的形式，那么 {\displaystyle \log M(r)} 是 {\displaystyle \log(r)} 的严格凸函数。
定理结论可以重述为：
{\displaystyle \log \left({\frac {r_{3}}{r_{1}}}\right)\log M(r_{2})\leq \log \left({\frac {r_{3}}{r_{2}}}\right)\log M(r_{1})+\log \left({\frac {r_{2}}{r_{1}}}\right)\log M(r_{3})}
对任何半径为 {\displaystyle r_{1}<r_{2}<r_{3}} 的同心圆成立。

## 历史
此定理的一个描述和证明由李特尔伍德1912年给出，但他没有特别指出属于谁，将其列为一个已知的定理。波尔和兰道称这个定理最早由阿达马1896年给出，但阿达马没有出版证明。